# I Can’t Stand It
Az I Can't Stand It című dal a holland Twenty 4 Seven debütáló kislemeze, mely először 1989-ben, majd 1990. szeptember 22-én jelent meg. A dalt Ruud van Rijen holland producer, és Tony Dawson Harrison (Captain Hollywood) amerikai producer / rapper készítette. A dalban Ricardo Overman (MC Fixxit) rappel. Overman távozása után az új változatban már Harisson rappel. A kislemez mindkét változatában Nancy Coolen holland énekesnő vokálozik. A dal több európai országban Top 5-ös sláger volt. Többek között Svédországban, Németországban, Ausztriában, Olaszországban, Spanyolországban, és Svájcban is. A dal a holland kislemezlistán a 17. míg az Egyesült Királyságban a 7. helyezést érte el.

## Videoklip
A dalhoz két zenei videót készítettek ugyanabban a beállásban, ahol egy templom előtt álltak, és egy Cadillac parkolt előtte. Az eredeti hip-house változatban MC Fixxit, és Coolen szerepel, valamint táncosok. A nemzetközi kiadásban már Captain Hollywood rappel. A videóban Nelson Mandela képe és a dalszövegben idézetek is vannak.

## Számlista
| CD Mini Hollandia 1. "I Can't Stand It!" (Original Single Version) — 4:09 2. "I Can't Stand It!" (Hip House Single Version) — 3:59 3. "I Can't Stand It!" (12 Club Mix) — 6:33 4. "I Can't Stand It!" (12 Hip House Remix) — 6:02 UK & Európa 1. "I Can't Stand It!" (Radio Version) — 4:05 2. "I Can't Stand It!" (Hip House Remix) — 6:10 3. "I Can't Stand It!" (Long Instrumental) — 6:10 UK & Európa CD maxi 1. "I Can't Stand It!" (Radio Remix) — 3:35 2. "I Can't Stand It!" (Club Remix) — 9:35 3. "I Can't Stand It!" (Dub Mix) — 6:40 | Ausztrália 1. "I Can't Stand It!" (Original Version) — 4:09 2. "I Can't Stand It!" (Hip House Version) — 3:59 3. "I Can't Stand It!" (12 Club Mix) — 6:33 4. "I Can't Stand It!" (12 Hip House Remix) — 6:02 Vinyl 12" Kanada 1. "I Can't Stand It!" (Club Mix) — 9:35 2. "I Can't Stand It!" (Hip House Mix) — 6:10 |

## Slágerlista
| Slágerlista (1990/1991)                          | Legjobb helyezés |
| ------------------------------------------------ | ---------------- |
| Ausztria (Ö3 Austria Top 40)                     | 2                |
| Belgium (VRT Top 30 Flanders)                    | 38               |
| Dánia (IFPI)                                     | 3                |
| Európa (Eurochart Hot 100)                       | 1                |
| Európa (European Hot 100 Singles)                | 7                |
| Franciaország (SNEP)                             | 39               |
| Németország (Media Control Charts)               | 3                |
| Görögország (IFPI)                               | 10               |
| Olaszország (FIMI)                               | 2                |
| Hollandia (Dutch Top 40)                         | 24               |
| Hollandia (Single Top 100)                       | 17               |
| Új-Zéland (RMNZ)                                 | 22               |
| Portugália (AFP)                                 | 2                |
| Spanyolország (AFYVE)                            | 3                |
| Svédország (Sverigetopplistan)                   | 5                |
| Svájc (Schweizer Hitparade)                      | 2                |
| Egyesült Királyság (The Official Charts Company) | 7                |
| Zimbabwe (ZIMA)                                  | 10               |
| Slágerlista (1991)                               | Legjobb helyezés |
| Egyesült Államok Hot Dance Club Play             | 44               |

- 1 "Twenty 4th Street" - I Can't Stand It!.   –

### Év végi összesítések
| Slágerlista (1990)                               | Helyezés |
| ------------------------------------------------ | -------- |
| Európa (Eurochart Hot 100)                       | 19       |
| Németország (Media Control Charts)               | 100      |
| Egyesült Királyság (The Official Charts Company) | 69       |

### Díjak
| Ország                     | Díjak | Dátum | Eladások |
| -------------------------- | ----- | ----- | -------- |
| Németország (BVMI)         | Arany | 1990  | 10,000   |
| Olaszország (FIMI)         | Arany | 1992  | 30,000   |
| Spanyolország (PROMUSICAE) | Arany | 1991  | 20,000   |